# Prepúcio sagrado

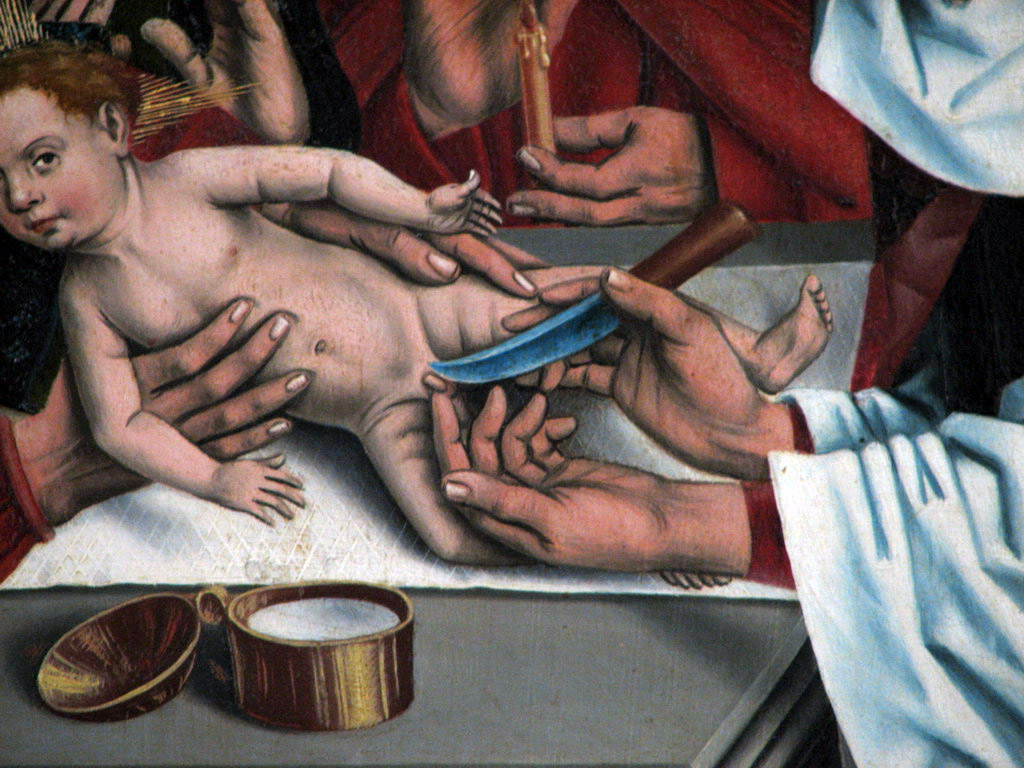
Circuncisão de Cristo

O Prepúcio sagrado (em Latim præputium) é uma das muitas relíquias católicas relacionadas com a figura de Jesus Cristo. Trata-se, alegadamente e como o próprio nome indica, do prepúcio de Jesus Cristo, retirado do seu corpo durante a circuncisão, ritual a que o povo judeu ortodoxo submete os seus bebês com genitália masculina. Por diversas vezes ao longo da história, houve várias igrejas ou catedrais a reclamar a sua posse, algumas ao mesmo tempo. Há vários milagres atribuídos a esta relíquia.

## História e ocorrências
A primeira ocorrência conhecida do prepúcio sagrado aparece na Idade Média na Abadia de Charroux, em França, apresentada aos monges por Carlos Magno, rei de França e Imperador do Sacro-Império Romano-Germânico. Segundo a lenda, a relíquia foi entregue ao piedoso rei por um anjo, embora outras versões reclamem a origem como um presente da imperatriz Irene de Atenas. No princípio do século XII, esta versão do prepúcio sagrado foi levada para Roma e apresentada ao Papa Inocêncio III, a quem foi pedido um veredito sobre a sua autenticidade. Com prudência, Inocêncio recusou pronunciar-se. Já no século XVI, o seu sucessor Clemente VII declarou que o prepúcio sagrado era uma relíquia verdadeira e fruto do corpo de Jesus, concedendo indulgências aos peregrinos que viessem prestar homenagem. Os opositores da Igreja, contam que pouco tempo depois, em 1527, durante o saque de Roma pelas tropas de Carlos V, Imperador da Áustria, surgiu nova prova de legitimidade. A dada altura, a relíquia desapareceu até ser encontrada em 1856 por um operário que trabalhava no restauro da Abadia.

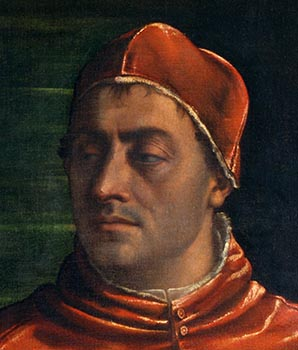
Papa Clemente VII, que declarou a autenticidade do santo prepúcio

Outra menção histórica e concorrente do prepúcio sagrado pertence à Abadia de Coulombs, da diocese de Chartres, em França. A relíquia teve um papel importante na vida da princesa de França Catarina de Valois, então casada com o rei Henrique V de Inglaterra. Estando grávida pela primeira vez em 1421, e certamente ansiosa, a princesa mandou buscar o relicário para encontrar conforto espiritual. Dizia-se então que as emanações sagradas da relíquia garantiam um parto indolor e prometiam saúde de mãe e filho. Henrique VI de Inglaterra veio ao mundo sob esta influência milagrosa.
Voltaire, no seu Tratado sobre a Tolerância de 1763, refere com ironia que a veneração do prepúcio sagrado era uma prática muito mais razoável que a de detestar e perseguir o próximo.
São conhecidos outros verdadeiros prepúcios sagrados reclamados em dada altura pelas catedrais de Puy-en-Velay, Santiago de Compostela, Antuérpia, Besançon, Metz, Hildesheim e Calcata. A versão do prepúcio pertencente a esta última foi exibida perante os fiéis numa procissão anual até 1983, quando o precioso relicário e o seu sagrado conteúdo foram roubados desta igreja italiana.

## Considerações teológicas e científicas
Para não mencionar as questões evidentes que a conservação de uma pedaço de pele com cerca de 2.000 anos representa, as objeções mais capazes à veracidade do prepúcio sagrado são de ordem histórica. O facto de várias igrejas reclamarem possuir o sagrado prepúcio, sendo que o menino Jesus era um só; o aparecimento tardio da relíquia (século IX) e o enredo fantasioso que envolve suas origens já  deveriam servir para o descrédito da relíquia.
Ao longo do século XX, com o advento da tecnologia científica e o respectivo espírito crítico que esta acarreta, a Igreja Católica distanciou-se do culto das relíquias em geral, incluindo o prepúcio sagrado. Em comunicações oficiais, o Vaticano exprimiu a opinião de que o prepúcio mais não é do que uma lenda de devotos, que no entanto deverá ser respeitada.

## Na literatura
O premiado autor português José Saramago menciona o prepúcio em sua obra iconoclasta O Evangelho Segundo Jesus Cristo. Na passagem, ele fantasia a cena de José levando seu primogênito à sinagoga para ser circuncidado por um desastrado sacerdote com uma faca de pedra. Ainda, o autor ironiza a santificação do "pálido anel de pele", a qual atribui ao Papa Pascoal I durante o século XVIII, enfatizando que o destino dessa peça "daria por si só um romance" e que hoje a relíquia está na Paróquia de Calcata, perto de Vinterbo, cidade italiana, para ser contemplada por crentes e incrédulos.
Ademais, no livro Choke, de Chuck Palahniuk, o personagem principal descobre no diário da mãe que é um clone, criado a partir do DNA retirado do prepúcio sagrado.